# Decalobanthus peltatus
Espèce
Synonymes
- Convolvulus bufalinus Lour.[2]
- Convolvulus crispatulus Wall.[2]
- Convolvulus peltatus L.[2]
- Ipomoea bufalina Choisy[2]
- Ipomoea nymphaefolia Blume[2]
- Ipomoea peltata (L.) Choisy[2]
- Merremia borneensis Merr.[2]
- Merremia elmeri Merr.[2]
- Merremia peltata (L.) Merr.
- Operculina bufalina Hallier f.[2]
- Operculina petaloidea Ooststr.[2]
- Spiranthera peltata (L.) Bojer[2]

Decalobanthus peltatus est une espèce de plante à fleurs, grimpantes, de la famille des Convolvulaceae (famille des Belles-de-jour et des Liserons).

## Répartition
Cette espèce est native de l'Île de Pemba dans l'Archipel de Zanzibar .
Elle est aussi présente dans celui des Mascareignes, et elle a même été retrouvée au niveau de Madagascar, des Seychelles,de l'Indonésie, la Malaisie, les Philippines, dans le nord du Queensland et la Polynésie française.
Elle a été introduite et est devenue une espèce envahissante dans certaines Îles du Pacifique, telles que la Nouvelle-Calédonie, ou Vanua Levu (Fidji). Le Code de l'environnement de la Province Sud interdit l’introduction dans la nature de cette espèce ainsi que sa production, son transport, son utilisation, son colportage, sa cession, sa mise en vente, sa vente ou son achat.